# Sowjetischer Eishockeypokal 1956
Die Saison 1956 war die sechste Austragung des sowjetischen Eishockeypokals. Pokalsieger wurde zum dritten Mal der ZSK MO Moskau. Bester Torschütze des Turniers war Juri Pantjuchow von ZSK MO Moskau mit sieben Toren.

## Teilnehmer
| Teams der Klass A: | Teams der Klass B: | Weitere Teams: |
| --- | --- | --- |
| - KKM Elektrostal - Torpedo Gorki - Awangard Leningrad - ODO Leningrad - Burewestnik Moskau - Dynamo Moskau - Krylja Sowetow Moskau - Lokomotive Moskau - Spartak Moskau - ZSK MO Moskau - Dynamo Nowosibirsk - Daugava Riga - Spartak Swerdlowsk - Awangard Tscheljabinsk - Chimik Woskressensk | - Torpedo Glasow - Spartak Jaroslawl - Spartak Iwanowo - Burewestnik Krasnojarsk - Krasnaja Swesda Krasnokamsk - Spartak Kuibyschew - Metallurg Magnitogorsk - Burewestnik Minsk - Spartak Nowosibirsk - Burewestnik Pensa - Schachtjor Rjasan - Energija Ufa - Torpedo Wladimir - Torpedo Wologda - Burewestnik Woronesch | - Metallurg Elektrostal - Torpedo Gorki II - Gorod Kasan - Žalgiris Kaunas - Dom ofizerow Kiew - Chimik Kirow - Kirowez Leningrad - Spartak Minsk - ZSK MO Moskau II - Metallurg Nowokusnezk - Spartak Omsk - Molot Perm - Spartak Petrosawodsk - Lokomotive Riga - Metallurg Serow - Dynamo Tartu |

## Ergebnisse

### Erste Runde
| Chimik Kirow            | 2:12 | Awangard Leningrad     |
| Torpedo Glasow          | 3:2  | Daugava Riga           |
| Metallurg Nowokusnezk   | 19:2 | Spartak Nowosibirsk    |
| Torpedo Wologda         | 2:18 | Lokomotive Moskau      |
| Burewestnik Pensa       | 12:4 | Schachtjor Rjasan      |
| Burewestnik Krasnojarsk | 0:9  | Dynamo Nowosibirsk     |
| Gorod Kasan             | 2:5  | KKM Elektrostal        |
| Spartak Iwanowo         | 4:6  | Energija Ufa           |
| Zalgiris Kaunas         | 2:18 | Spartak Moskau         |
| Spartak Minsk           | 2:11 | ODO Leningrad          |
| Spartak Petrosawodsk    | 7:8  | Burewestnik Moskau     |
| Burewestnik Minsk       | 6:3  | Kirowez Leningrad      |
| Dynamo Tartu            | 2:13 | Chimik Woskressensk    |
| Torpedo Gorki           | 2:3  | Torpedo Gorki II       |
| Dom ofizerow Kiew       | 2:9  | Spartak Swerdlowsk     |
| Lokomotive Riga         | 3:11 | ZSK MO Moskau II       |
| Metallurg Serow         | 9:4  | Spartak Omsk           |
| Burewestnik Woronesch   | W*   | Burewestnik Tschita    |
| Awangard Tscheljabinsk  | W*   | Gorod Alma-Ata         |
| Gorod Molotow           | W*   | Chimik Woskressensk II |

### Zweite Runde
| Torpedo Wladimir            | 3:2  | Spartak Jaroslawl     |
| Krasnaja Swesda Krasnokamsk | 4:3  | Spartak Kuybyschew    |
| Awangard Leningrad          | 22:2 | Torpedo Glasow        |
| Metallurg Nowokusnezk       | 5:6  | Lokomotive Moskau     |
| Burewestnik Pensa           | 5:6  | Dynamo Nowosibirsk    |
| KKM Elektrostal             | (W)* | Energija Ufa          |
| Spartak Moskau              | 4:2  | ODO Leningrad         |
| Burewestnik Moskau          | 3:4  | Burewestnik Minsk     |
| Chimik Woskressensk         | 6:3  | Torpedo Gorki II      |
| Awangard Tscheljabinsk      | 6:4  | Spartak Swerdlowsk    |
| ZSK MO Moskau II            | 4:2  | Burewestnik Woronesch |
| Metallurg Serow             | 3:8  | Molot Perm            |
| Metallurg Magnitogorsk      | 1:5  | Metallurg Elektrostal |

### Achtelfinale
| Torpedo Wladimir      | 3:5  | Krasnaja swesda Krasnojarsk |
| ZSK MO Moskau         | 6:0  | Awangard Leningrad          |
| Lokomotive Moskau     | 1:6  | Dynamo Nowosibirsk          |
| KKM Elektrostal       | 1:9  | Krylja Sowetow Moskau       |
| Spartak Moskau        | (W)* | Burewestnik Moskau          |
| Chimik Woskressensk   | 4:3  | Awangard Tscheljabinsk      |
| ZSK MO Moskau II      | 1:0  | Gorod Molotow Perm          |
| Metallurg Elektrostal | 0:13 | Dynamo Moskau               |

### Viertelfinale
| Krasnaja swesda Krasnojarsk | 0:23 | ZSK MO Moskau         |
| Dynamo Nowosibirsk          | 3:10 | Krylja Sowetow Moskau |
| Spartak Moskau              | 4:1  | Chimik Woskressensk   |
| ZSK MO Moskau II            | 1:10 | Dynamo Moskau         |

### Halbfinale
| ZSK MO Moskau  | 4:2 | Krylja Sowetow Moskau |
| Spartak Moskau | 0:3 | Dynamo Moskau         |

### Finale
| ZSK MO Moskau Alexander Komarow Juri Pantjuchow | 2:0 | Dynamo Moskau |

(Anmerkung: * Sieg, da der Gegner nicht antrat)

## Pokalsieger
| Pokalsieger ZSK MO Moskau | Torhüter: Grigori Mkrtytschan, Nikolai Putschkow Verteidiger: Genrich Sidorenkow, Nikolai Sologubow, Iwan Tregubow, Dmitri Ukolow Angreifer: Weniamin Alexandrow, Juri Baulin, Wladimir Brunow, Wladimir Jelisarow, Alexander Komarow, Juri Kopylow, Konstantin Loktew, Juri Pantjuchow, Alexander Tscherepanow, Wiktor Schuwalow Cheftrainer: Anatoli Tarassow |